# ブルーノ・エケレ・マンガ
ブルーノ・エケレ・マンガ（Bruno Ecuele Manga、1988年7月16日 - ）は、ガボン・リーブルヴィル出身のプロサッカー選手。ガボン代表。パリ13アトレティコ所属。ポジションは、ディフェンダー。

## クラブ経歴

### 初期
地元クラブでプレーを始め、まもなくスカウトの目にとまりジロンダン・ボルドーと契約した。2007年12月19日のUEFAカップ 2007-08・パニオニオスFC戦で加入後初出場。しかしトップチームでの出番は全くなく、ロデーズAFにレンタルに出された。
ボルドーとの契約満了後、アンジェSCOにフリーで加入、2011年までの3年契約を結んだ。リーグ開幕戦のSCバスティア戦で加入後初出場。2008年10月24日のトゥールFC戦で加入後初ゴール。2009年3月3日、契約を2012年まで延長。
2009-10シーズン序盤、400万ユーロでスタッド・レンヌに移籍する可能性が取りざたされたが、結局移籍話は立ち消えとなった。

### ロリアン
2010年夏、アーセナルFCに移籍したローラン・コシールニーの後釜を探していたFCロリアンに移籍。
シーズン開幕戦のAJオセール戦で移籍後初出場。11月、練習中にハムストリングを痛めてしまい2試合を欠場、復帰後今度は太ももを痛め再度戦列を離れた。2011年5月11日のモンペリエHSCで移籍後初ゴール。
2011年11月、契約を2015年まで延長。
2012-13シーズンからはチームのキャプテンに任命された。しかし開幕戦のパリ・サンジェルマンFC戦で靱帯を損傷、全治6ヶ月と診断された。2013年1月26日のASナンシー戦で復帰。
2013-14シーズンも引き続きキャプテンを務めた。シーズン中、119回の空中戦勝利数を記録した。

### カーディフ
2014年9月1日、カーディフ・シティFCに500万ユーロで移籍。
9月4日のミドルズブラFC戦で移籍後初出場。11月1日のリーズ・ユナイテッドFC戦で移籍後初ゴール。しかしボルトン・ワンダラーズFC戦で膝を負傷し離脱を余儀なくされた。12月20日のブレントフォードFC戦で復帰。

### ディジョン
2019年7月19日、ディジョンFCOに移籍した。

## 代表歴
2006年からガボン代表に招集されている。2012年7月にはロンドンオリンピックに出場した。